# Blues Brothers (film)
Blues Brothers (originaltitel: The Blues Brothers) är en amerikansk komedifilm från 1980 i regi av John Landis. Huvudrollerna spelas av John Belushi och Dan Aykroyd.

## Handling

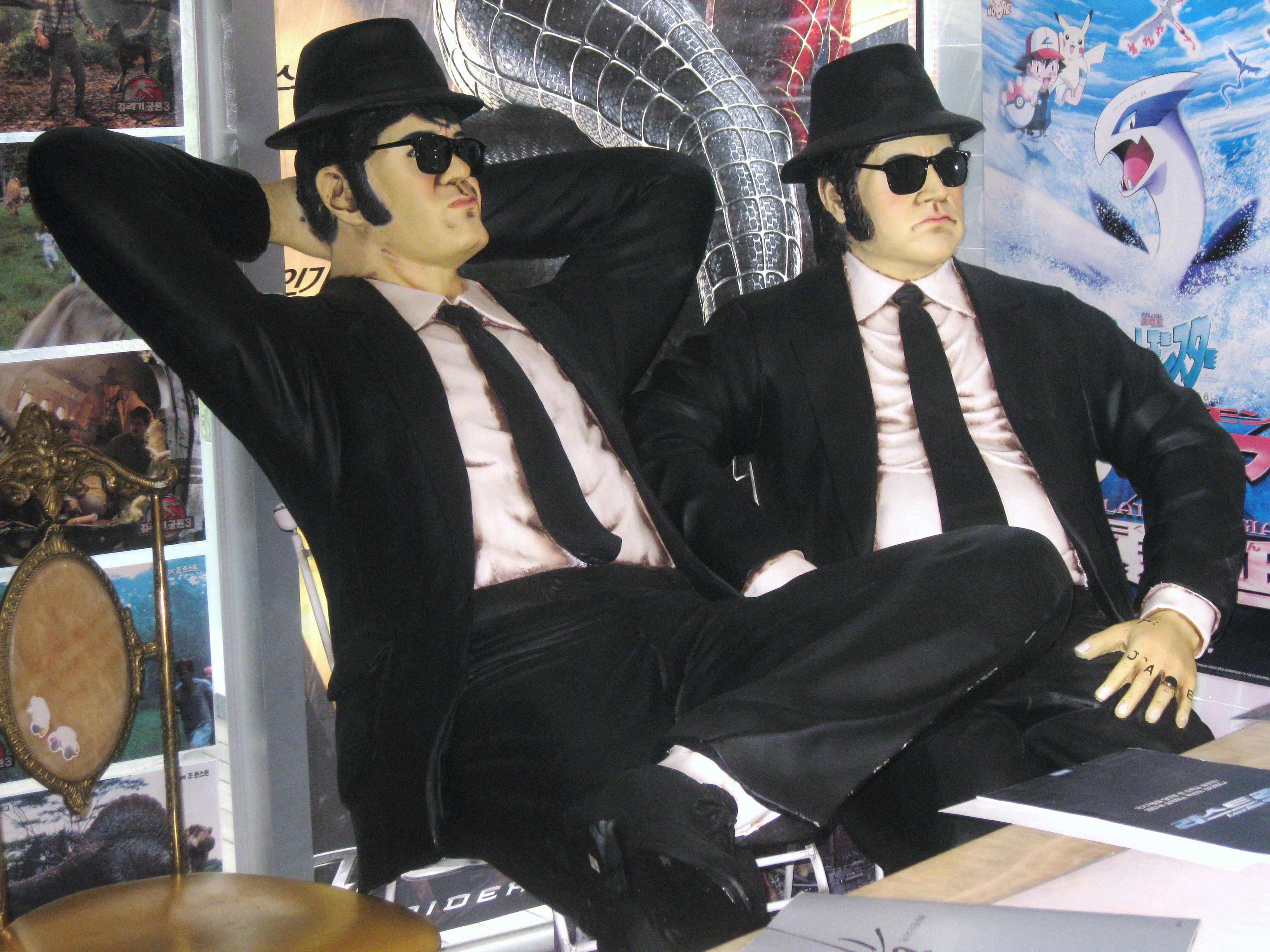
Statyer som föreställer filmens huvudpersoner Elwood och Jake.

Jake Blues (John Belushi) släpps från fängelset och bestämmer sig tillsammans med sin bror Elwood (Dan Aykroyd) för att besöka barnhemmet där de blev uppfostrade av nunnor. Där får de höra att barnhemmet måste säljas eftersom man inte har råd att betala fastighetsskatten. Jake och Elwood bestämmer sig för att samla ihop pengarna men måste då återförena sitt gamla band och spela in pengar till barnhemmet.
En plats som förekommer i filmen är Bob's Country Bunker. Det är ett ställe som spelar musik. De skryter om att de spelar både country och western. Men scenen är försedd med hönsnät.

## Produktionen
Filmen baseras på karaktärer från tv-programmet Saturday Night Live. Den är en egenartad komedi och en hyllning till soul och R&B; Aretha Franklin, James Brown, Cab Calloway, Ray Charles och John Lee Hooker är med och framför musiknummer. Filmen har en mängd personer i cameo-roller, bland annat Steven Spielberg, Frank Oz, Joe Walsh och Twiggy. Den får också sägas vara en kärleksförklaring till staden Chicago, där den utspelas.
I filmen har bilen Bluesmobile en framträdande roll. Den ursprungliga bluesmobilen, som var en Cadillac, har Elwood bytt bort mot en mikrofon medan Jake satt i fängelse. Han har istället köpt en begagnad polisbil på en auktion, vilket Jake inte uppskattar när han ska bli hämtad från fängelset efter avtjänat straff. Elwood berättar då om alla specialdetaljer som den nya bluesmobilen har: "snutmotor", "snutfjädring", "snutdäck". Sedan visar han vad bilen går för genom att köra som en dåre genom Chicago - något han redan är känd för. En polispatrull som stoppar ekipaget konstaterar att han är som "ett eksem i straffregistret". 
Brödernas matvanor är också lite udda. Jake äter bara stekt kyckling, medan Elwood håller sig till vitt rostat bröd. 
År 1998 kom en svalt[källa behövs] mottagen uppföljare, Blues Brothers 2000, som saknade den bortgångne John Belushi.

## Rollista
Musikgruppen Blues Brothers
- John Belushi – "Joliet" Jake Blues; huvudsångare
- Dan Aykroyd – Elwood Blues; munspel och huvudsångare
- Steve "the Colonel" Cropper – Sologitarr, kompgitarr och bakgrundssång
- Donald "Duck" Dunn – Elbas
- Murphy Dunne ("Murph") – Keyboard
- Willie "Too Big" Hall – Trummor och slagverk
- Tom "Bones" Malone – Trombon, tenorsaxofon och bakgrundssång
- "Blue Lou" Marini – Altsaxofon, tenorsaxofon och bakgrundssång
- Matt "Guitar" Murphy – Sologitarr
- "Mr Fabulous" Alan Rubin – Trumpet, slagverk och bakgrundssång

Övriga
- Cab Calloway – Curtis
- Carrie Fisher – Den mystiska damen
- Aretha Franklin – Mrs. Murphy, ägare till Soulfood Cafe
- Ray Charles – Ägare av Ray's Music Exchange / Sig själv
- James Brown – Pastor Cleophus James
- John Candy – Burton Mercer
- Kathleen Freeman – Syster Mary Stigmata, "Pingvinen"
- Henry Gibson – Nazistledare
- Steve Lawrence – Maury Sline
- Twiggy – Kvinnan som Elwood stämmer träff med på bensinstationen
- Frank Oz – Fängelsetjänsteman
- Jeff Morris – Bob
- Charles Napier – Tucker McElroy
- Steven Williams – Trooper Mount
- Chaka Khan – Körsolist
- John Lee Hooker – Street Slim, musiker på Maxwell Street
- John Landis – Polisman La Fong
- Stephen Bishop – Den charmige polismannen
- Paul Reubens – Kypare
- Steven Spielberg – Tjänsteman i Cook County
- Pinetop Perkins – Luther Jackson
- Jeff Cahill – Föräldralös